# Rodolfo Aicardi
 (février 2022).
Si vous disposez d'ouvrages ou d'articles de référence ou si vous connaissez des sites web de qualité traitant du thème abordé ici, merci de compléter l'article en donnant les références utiles à sa vérifiabilité et en les liant à la section « Notes et références ».
Marco Tulio Aicardi Rivera, né le 23 mai 1946 à Galeras, Bolívar et décédé le 24 octobre 2007 à Medellín, Antioquia, plus connu sous son nom de scène Rodolfo Aicardi, est un auteur-compositeur-interprète colombien de genres tels que la cumbia et le merengue, entre autres.
En plus d'être chanteur, les instruments qu'il dominait étaient : la basse, la guitare, le requinto, le clavier, les congas et les timbales.

## Biographie

### Jeunesse
Il est le fils d'Alfredo Aicardi (d'origine italienne) et de sa mère Silvia Rivera d'origine colombienne. Il est né à Galeras (Sucre), mais une semaine après sa naissance, sa famille est allée vivre à Maguangué (Bolívar) et y a vécu jusqu'à ce qu'il atteigne l'âge de 15 ans, âge auquel il a déménagé à Medellín, où il a commencé sa carrière artistique.
Enfant, il aidait sa grand-mère à faire les « courses » de son magasin à Magangué. Il a chanté des chansons de José Alfredo Jiménez, Pedro Infante ou Antonio Aguilar dans les rues de la ville.

### Débuts
Il fait ses débuts en tant que chanteur avec le groupe Sexteto Miramar. Il adopte le nom de scène Rodolfo et est soutenu par l'éditeur Discos Fuentes en 1967, sortant son premier album solo avec le Miramar en 1969 intitulé Rodolfo y el sextet Miramar. Bien que son premier enregistrement ait été réalisé avec le label Sonolux vers 1966 et en tant que chanteur pour le Clan Club. En 1968, il devient chanteur de ballades populaire avec des LP de Discos Fuentes tels que El Triunfador, ou El de siempre publié en 1980. Peu de temps après, il se lance dans les rythmes tropicaux, rejoignant le groupe Los Hispanos dont la voix principale était Gustavo « El Loko » Quintero qu'il remplaça, Quintero se retira pour former le groupe Los Graduados enregistrant avec le label rival de Discothèques Fuentes, Compañía Colombiana de Discos (Codiscos). Le premier succès de Rodolfo avec Los Hispanos était Asi empezaron mama y papa.
Après sa séparation de Los Hispanos en 1971, il crée un groupe appelé Los ídolos. Son marché principal était la Colombie, mais sa musique a atteint d'autres pays d'Amérique latine. En raison de sa polyvalence, il s'aventure dans de nombreux genres musicaux, à la fois tropicaux et romantiques et toutes ses variantes, comme la ranchera mexicaine et les zambas argentines, pour lesquels il intègre les groupes suivants à différentes époques :
- Los Hispanos (1969-1971), (1980-1992) avec cumbia et ballades ;
- La Typica RA7 (1974-2007) et El Concierto Hispano (1995-2007) avec des rythmes tropicaux ;
- Los Idolos (1971-1972) avec une musique tropicale et des ballades ;
- Los Bestiales (1972-1973) avec la cumbia ;
- Grupo Monteadentro (1982) avec divers rythmes tropicaux ;
- La Sonora Dinamita en tant qu'artiste invitée au milieu des années 1980 ;
- Los Hermanos Aicardi (2002-2007 et depuis 2017) trois de leurs enfants faisaient partie de ce groupe, créé par Rodolfo Aicardi.

### La Tipica RA7
Il forme son propre groupe La Tipica RA7 (1974-2007) dans lequel ses rythmes étaient principalement du genre cumbia, avec lesquels il s'est fait connaitre au Mexique . Il a enregistré un grand nombre de reprises de chansons de cumbia péruvienne. Il atteint la notoriété avec des chansons telles que Que no quede huella, Chica bonita, Colegiala, Besos de fuego et la Cumbia de la vanidad, parmi beaucoup d'autres, grâce à l'interprétation et aux arrangements particuliers apportés aux chansons. En particulier, son interprétation de La Colegiala, choisie en 1981 pour sa publicité par Nescafé, devient un très grand succès en Europe,. Rodolfo Aicardi se produit à cette occasion à l'Olympia de Paris.

### Los Hispanos
Avec Los Hispanos, Rodolfo remplace de 1969 à 1992 Gustavo Quintero, qui quitte Los Hispanos pour former un autre groupe appelé Los Graduados. Rodolfo a eu plus de succès avec Los Hispanos que dans n'importe quel autre groupe, avec des thèmes comme Enamorado, Boquita de caramelo, 8 días, Adonay, Muchachita celosa, parmi beaucoup d'autres succès. Son premier succès avec Los Hispanos est So Dad and Mom Started, enregistré en 1969. Rodolfo se fait connaitre en Europe grâce à ses succès à Los Hispanos et dans les autres groupes, qui lui ont ouvert les portes pour être un chanteur international.

### Los Hermanos Aicardi
Ce groupe est formé par Rodolfo lui-même, pour que les nouvelles générations connaissent ses chansons. Marco, Gianni et Rodolfo Aicardi, sont membres de ce groupe, ils étaient les choristes de Rodolfo dans La tipica RA7. Actuellement, ils chantent les chansons d'Aicardi dans leur propre style.

### Records et reconnaissance internationale
Ses chansons avec les différents groupes auxquels il appartenait ont été publiées à la fois dans le label Discos Fuentes de Colombia et dans les Discos disparus Peerless de México. Ses titres  apparaissent dans de nombreuses séries de LP, cassette audio et CD et dans diverses compilations de La Sonora Dinamita. Il fait de grandes tournées, promues par Discos Fuentes, visitant le Mexique, les États-Unis, l'Amérique centrale et du Sud.
Au XXIe siècle, il est revenu à la vie artistique, présentant des chansons du passé telles que Adolorido et Las Tres Marías et la reprise A Dios le pido de Juanes, mais son plus grand succès Cariñito du Péruvien Angel Rosado et Los Hijos del Sol, enregistré dans les années 1980, était l'un des plus choisis des 14 Cañonazos Vol. 44 (2004).

### Dernières années
Au fil du temps, Aicardi présente des problèmes de santé, souffrant d'obésité, de diabète de type 2 et d'insuffisance rénale. En conséquence, il a perdu ses deux reins, a souffert de rétinopathie diabétique, de paralysie faciale, a subi une greffe de rein et a connu des difficultés financières.

### Mort et hommages
Rodolfo décède le 24 octobre 2007 à Medellín des suites d'un arrêt cardiaque et de son état de santé critique. Il est incinéré et enterré aux Jardines Montesacro de Medellín. Discos Fuentes, lui rend hommage avec un DVD qui contient le témoignage de sa vie et les témoignages de nombreux artistes colombiens. Rodolfo Aicardi est reconnu en Amérique latine comme un des interprètes ayant laissé une trace importante dans le monde de la cumbia et des rythmes tropicaux. Il est présenté comme l'Elvis magangueleño, soit l'Elvis de Maguangué.
Après la mort de Rodolfo Aicardi, ses fils Marco Aicardi, Gianni Aicardi et Rodolfo Aicardi Montoya (Jr). Ils décident de continuer à chanter avec le groupe Los Hermanos Aicardi, un groupe créé par Rodolfo lui-même dont ses trois enfants ont été les choristes de Rodolfo au cours des 5 dernières années de sa carrière artistique.

## Discographie

### Ballades et musique populaire
- 1969 : Con Ustedes (avec El Sexteto Miramar)
- 1969 : El Triunfador
- 1970 : El Incontenible Rodolfo
- 1971 : El Insuperable Rodolfo
- 1972 : Definitivamente... Rodolfo
- 1973 : Rodolfo
- 1974 : El Primerísimo
- 1976 : Baladista sentimental
- 1977 : Sensacional
- 1978 : La Pena de mi viejo
- 1980 : El de siempre
- 1980 : Naila
- 1981 : El Incomparable
- 1982 : El De Siempre Vol. 2
- 1985 : El Internacional
- 1988 : Baladas y sentimiento
- 1995 : El triunfador
- 1995 : El único
- 1996 : El Cantante de todos Los Tiempos
- 2000 : El ídolo de siempre

### Rythmes tropicaux
- 1968 : Yo vine pa' gozar (avec El Sexteto Miramar)
- 1968 : Salsa mi hermana (avec El Sexteto Miramar)
- 1969 : De Nuevo Los Hispanos
- 1969 : De Pelea
- 1969 : De Peligro
- 1970 : De Triunfo en triunfo
- 1971 : De Primera
- 1971 : El Ídolo con los Ídolos
- 1971 : Se Pusieron Las Pilas (avec Los Ídolos)
- 1972 : Se Pusieron Las Pilas Vol. 2 (avec Los Ídolos)
- 1972 : Lo Máximo (avec Los Ídolos)
- 1972 : Aquí Vienen (avec Los Bestiales)
- 1973 : La Prima (avec Los Bestiales)
- 1973 : Sabor de bestiales (avec Los Bestiales)
- 1974 : A Quién No le gusta eso (avec La Típica RA7)
- 1975 : Bailable (avec La Típica RA7)
- 1976 : Muy Bailable (La Típica RA7 et Los Hispanos)
- 1979 : Show Bailable (avec La Típica RA7)
- 1978 : De Regreso
- 1979 : Qué Chévere...
- 1980 : Qué Chévere... Vol. 2
- 1981 : Qué Chévere Vol. 3
- 1982 : Qué Chévere Vol. 4
- 1982 : Pa' Romper Parlantes (avec Monteadentro) (1982)
- 1983 : Qué Chévere Vol. 5
- 1984 : El Mano a Mano Del Año Vol. 1 (A dúo con Gustavo Quintero)
- 1985 : Qué Chévere Vol. 6
- 1985 : El Mano a Maño Del Año Vol. 2 (A dúo con Gustavo Quintero)
- 1986 : Fuera de concurso
- 1987 : Durísimo Bailable
- 1988 : Rumba Bailable ¡¡Hasta las seis de la mañana!!
- 1989 : Los Hispanos y La Típica RA7 con Rodolfo!!
- 1990 : Lo Último... En bailable
- 1991 : Cantares de Navidad
- 1992 : Lo Nuevo
- 1993 : El Mejor de siempre
- 1995 : El Espectacular
- 1997 : Nos Fuimos
- 1998 : Se Prendió El Fogón
- 1998 : Mosaicos de primera (avec Gabriel Romero et Nelson Henríquez)
- 2000 : Fantástico
- 2002 : De Regreso: Tropical y Original
- 2003 : Así Canta Rodolfo

### Compilations
- 1990 : Grandes Éxitos de Los Hispanos con Rodolfo
- 2007 : La Voz que se nos fue